# Corps du maxillaire
Le corps du maxillaire (ou corps du maxillaire supérieur) est la partie constituante principale de l'os maxillaire. Il est le siège du sinus maxillaire.

## Description
Le corps du maxillaire a une forme de pyramide tronquée. Son sommet externe est le processus zygomatique de l'os maxillaire. Sa base interne forme la base médiale.
Il présente quatre faces :
- la face médiale ou nasale ;
- la face supérieure ou orbitaire ;
- la face postérieure ou infratemporale ;
- la face antérieure ou faciale ou jugale.

### Face nasale
La face médiale ou face nasale est occupé par le segment nasal dans ses 3/4 supérieur formant la paroi externe des cavités nasales.
En dessous se trouve le processus palatin horizontal et formant le demi-palais osseux.
Le 1/4 inférieur est le segment oral qui forme la voûte palatine de la cavité buccale.

#### Segment nasal
Au niveau du segment nasal se trouve la cavité du sinus maxillaire. A l'avant se trouve le méat nasal inférieur qui reçoit le sillon lacrymal.
Derrière le sillon lacrymal et en haut se trouve la lunule lacrymale qui s'articule l'os lacrymal et à l'avant la crête conchale qui s'articule avec le cornet nasal inférieur.
Au dessus et en arrière se trouve une surface rugueuse : le trigone palatin qui s'articule avec le processus orbitaire de l'os palatin. En dessous du trigone, s'articule la lame perpendiculaire et le processus pyramidal de l'os palatin. Entre ces deux dernières surfaces articulaires se trouve le canal grand palatin donnant passage au nerf petit et grand palatin et à l'artère palatine descendante.

#### Segment oral
Le segment oral forme avec celui du maxillaire opposé le palais osseux antérieur.
En bas se présente le processus alvéolaire creusé par les alvéoles dentaires et formant l'arcade alvéolaire supérieure.

### Face orbitaire
La face supérieure ou face orbitaire est triangulaire et forme une grande partie du plancher de l'orbite.
Elle possède trois bords : 
- un bord antérieur qui forme le bord infra-orbitaire ;
- un bord postérieur qui  forme la limite antérieure de la fissure orbitaire inférieure ;
- un bord médian qui s'articule, derrière l'incisure lacrymale qui se situe à l'extrémité antérieure,  avec l'os lacrymal,  avec l'os ethmoïde et avec l'os palatin de l'avant vers l'arrière.

Du milieu du bord postérieur nait un sillon : le sillon infra-orbitaire qui se poursuit par le canal infra-orbitaire pour le passage du nerf maxillaire.

### Face infratemporale
La face postérieure ou face infratemporale se divise en une partie interne convexe et une partie externe concave.
La partie interne forme la paroi antérieure de la fosse ptérygo-palatine et la partie externe forme la paroi antérieure de la fosse infratemporale.
En bas se trouve l'éminence du maxillaire. 
En bas et latéralement de la partie interne, le maxillaire s'articule avec le processus pyramidal de l'os palatin.
En interne se trouve un ou plusieurs foramens alvéolaires pour les nerfs et vaisseaux alvéolaires à destination des dents.
En bas et interne à l'articulation avec l'os palatin s'insère de haut en bas le muscle ptérygoïdien médial, le muscle ptérygoïdien latéral et le muscle buccinateur.

### Face antérieure
La face antérieure (ou face faciale ou face jugale) est celle située juste sous la peau latérale ment aux ailes du nez.
Elle est limitée en haut le bord infra-orbitaire et en bas par le bord alvéolaire.
En dedans l'incisure (ou échancrure) nasale contribue avec celle du maxillaire opposé à former l'orifice piriforme.
Sous le bord infra-orbitaire se trouve le foramen orbitaire permettant le passage de l'artère infra-orbitaire et du nerf infra-orbitaire.
A l'avant se trouve l'épine nasale antérieure et au milieu de son bord inférieur un jugum alvéolaire plus proéminent, celui de la canine.
De part et d'autre du jugum de la canine se trouve deux fosses en arrière la fosse canine et en avant la fosse incisive entre les deux jugums des incisives.
Cette face sert de point d'insertion pour et de haut en bas:
- le muscle orbiculaire de l’œil sous le bord infra-orbitaire ;
- le muscle élévateur de la lèvre supérieure et de l'aile du nez ;
- le muscle releveur de la lèvre supérieure ;
- le muscle élévateur de l'angle de la bouche ;
- le muscle transversal du nez ;
- le muscle dilatateur de la narine ;
- le muscle buccinateur ;
- le muscle abaisseur du septum nasal.